# Монголія на зимових Паралімпійських іграх 2014
Шаблон:Монголія на Паралімпійських іграх
Монголія на зимових Паралімпійських іграх 2014 року була представлена 1 спортсменом в одному виді спорту.

## Лижні перегони
Чоловіки
| Спортсмен       | Вид спорту                   | Кваліфікація | Кваліфікація | Кваліфікація | Півфінал                | Півфінал                | Півфінал                | Фінал                   | Фінал                   | Фінал                   |
| Спортсмен       | Вид спорту                   | Час          | Результати   | Місце        | Час                     | Результати              | Місце                   | Час                     | Результати              | Місце                   |
| --------------- | ---------------------------- | ------------ | ------------ | ------------ | ----------------------- | ----------------------- | ----------------------- | ----------------------- | ----------------------- | ----------------------- |
| Ганболд Батмунк | 1 км, спринт, стоячи         | 4:37.76      | 4:26.65      | 25           | Не пройшов кваліфікацію | Не пройшов кваліфікацію | Не пройшов кваліфікацію | Не пройшов кваліфікацію | Не пройшов кваліфікацію | Не пройшов кваліфікацію |
| Ганболд Батмунк | 10 км, вільний стиль, стоячи | Н/Д          | Н/Д          | Н/Д          | Н/Д                     | Н/Д                     | Н/Д                     | 31:42.8                 | 30:26.7                 | 31                      |
| Ганболд Батмунк | 20 км, стоячи                | Н/Д          | Н/Д          | Н/Д          | Н/Д                     | Н/Д                     | Н/Д                     | 1:11:08.3               | 1:04:01.5               | 14                      |